# Lista de episódios de Hit the Stage
Esta é uma lista de episódios de Hit the Stage.
     - Competidor com a maior pontuação
     - Competidor com a menor pontuação

## 1ª Temporada

### Devil Theme
- Competidores: Hyoyeon (Girls' Generation), Bora (Sistar), Hoya (Infinite), U-Kwon (Block B), Shownu (Monsta X), Taemin (Shinee), Momo (Twice), Ten (NCT)

#### Ranking
| Competidores                | Pontuação | Posição |
| --------------------------- | --------- | ------- |
| Taemin (SHINee)             | 189       | 1st     |
| Hoya (Infinite)             | 159       | 2nd     |
| U-Kwon (Block B)            | 158       | 3rd     |
| Ten (NCT)                   | 154       | 4th     |
| Hyoyeon (Girls' Generation) | 152       | 5th     |
| Shownu (Monsta X)           | 149       | 6th     |
| Bora (Sistar)               | 148       | 7th     |
| Momo (Twice)                | 144       | 8th     |

### This Love Theme
- Competidores: Hyoyeon (Girls' Generation), Hyunseung, Hoya (Infinite), U-Kwon (Block B), Feeldog (Big Star), Momo (Twice), Ten (NCT), Chungha (I.O.I)

#### Ranking
| Competidores                | Pontuação | Posição |
| --------------------------- | --------- | ------- |
| Hoya (Infinite)             | 161       | 1st     |
| Feeldog (Big Star)          | 159       | 2nd     |
| Hyoyeon (Girls' Generation) | 149       | 3rd     |
| U-Kwon (Block-B)            | 142       | 4th     |
| Momo (Twice)                | 141       | 5th     |
| Hyunseung                   | 138       | 6th     |
| Chungha (I.O.I)             | 136       | 7th     |
| Ten (NCT)                   | 135       | 8th     |

### Uniform Theme
- Competidores: Stephanie, Hyoyeon (Girls' Generation), Hyunseung, Bora (Sistar), Feeldog (Big Star), Shownu (Monsta X), Ten (NCT), Rocky (ASTRO)

#### Ranking
| Competidores                | Pontuação | Posição |
| --------------------------- | --------- | ------- |
| Ten (NCT)                   | 159       | 1st     |
| Feeldog (Big Star)          | 155       | 2nd     |
| Hyunseung                   | 153       | 3rd     |
| Hyoyeon (Girls' Generation) | 152       | 4th     |
| Shownu (Monsta X)           | 151       | 5th     |
| Bora (Sistar)               | 150       | 6th     |
| Stephanie                   | 149       | 7th     |
| Rocky (ASTRO)               | 134       | 8th     |

### Crazy Theme
- Competidores: Hyunseung, Bora (Sistar), Nicole, Seyong (MYNAME), U-Kwon (Block B), Feeldog (Big Star), Shownu (Monsta X), Mijoo (Lovelyz)

#### Ranking
| Competidores       | Pontuação | Posição |
| ------------------ | --------- | ------- |
| U-Kwon (Block B)   | 170       | 1st     |
| Feeldog (Big Star) | 168       | 2nd     |
| Nicole             | 162       | 3rd     |
| Shownu (Monsta X)  | 160       | 4th     |
| Hyunseung          | 159       | 5th     |
| Mijoo (Lovelyz)    | 139       | 6th     |
| Bora (Sistar)      | 135       | 7th     |
| Seyong (MYNAME)    | 130       | 8th     |

### The Fight Match
- Competidores : Ten (NCT), Yugyeom (Got7), Changjo (Teen Top), Bit-to (UP10TION), Hyoyeon (Girls' Generation), Min (Miss A), Eunjin (DIA), Chaeyeon (DIA)

#### Ranking
| Competidores                | Pontuação | Posição   |
| --------------------------- | --------- | --------- |
| Hyoyeon (Girls' Generation) | 162       | 1st       |
| Yugyeom (GOT7)              | 159       | 2nd       |
| Ten (NCT)                   | 155       | 3rd       |
| Min (Miss A)                | N/A       | 4th - 7th |
| Changjo (Teen Top)          | N/A       | 4th - 7th |
| Bitto (UP10TION)            | N/A       | 4th - 7th |
| Chaeyeon & Eunjin (DIA)     | N/A       | 4th - 7th |

### Final
- Competidores: Ten (NCT), Yugyeom (GOT7), Hyoyeon (Girls' Generation), U-Kwon (Block B), Shownu (Monsta X), Chungha (I.O.I)

#### Ranking
| Competidores                | Juízes (8 Hit) | Pontuação | Posição   |
| --------------------------- | -------------- | --------- | --------- |
| Yugyeom (GOT7)              | 8              | 163       | 1st       |
| Hyoyeon (Girls' Generation) | 8              | 161       | 2nd       |
| Shownu (MONSTA X)           | 7              | 156       | 3rd       |
| Ten (NCT)                   | 7              | N/A       | 4th - 6th |
| U-Kwon (Block B)            | 7              | N/A       | 4th - 6th |
| Chungha (I.O.I)             | 7              | N/A       | 4th - 6th |